# Berghia creutzbergi
Berghia creutzbergi Er. Marcus & Ev. Marcus, 1970 è un mollusco nudibranchio della famiglia Aeolidiidae.